# ホテルデルーナ
『ホテルデルーナ』（朝: 호텔 델루나、西: Hotel Del Luna）は、韓国tvNにて2019年7月13日から9月1日まで放送されたテレビドラマ。全16話。CJ ENMとスタジオドラゴン、米国の制作会社スカイダンス・メディアが共同で米国版TVシリーズとしてリメイクすることが決定した。2022年には韓国でミュージカルとして上演予定である。

## 略歴
2019年
3月6日にIUとヨ・ジングが本作への出演を確定し、4月9日に出演者ラインナップが公開された。
6月2日に予告映像、6月7日に予告ポスター、6月9日に第2弾の予告映像、6月12日に第3弾の予告映像、6月24日にキャラクターポスター、7月1日に団体ポスターが公開された。
7月8日にソウル江南区論硯洞インペリアルパレスにて制作発表会を開催された。
7月13日より韓国tvNにて放送開始し、9月1日に放送終了となった。
2020年
6月6日から10月4日までソウル江南区のMコンテンポラリーで「ホテルデルーナ展」が開催された。ドラマで実際に使われたセットをはじめ、衣装や小道具などが展示された。
2021年
5月7日と6月2日に日本でDVD-BOX発売。日本での邦題は「ホテルデルーナ～月明かりの恋人～」。

## あらすじ
1998年のある日、幽霊しか入れないはずのホテルデルーナに、生死をさまよう人間が入ってきてしまう。デルーナの社長であるチャン・マンウォル(IU)はその男を助ける代わりに、男の息子が大人になったらデルーナに引き渡すという条件を提示する。2019年、20歳の誕生日にデルーナへの招待状を受け取ったク・チャンソン(ヨ・ジング)は、20年前マンウォルに命を救われた男の息子だった。デルーナで働くことを決意したク・チャンソンは、マンウォルと共に幽霊のおもてなしをしていくのだが…。

## キャスト

### メイン
チャン・マンウォル (張 満月)
演 - イ・ジウン(IU)、キム・ギュリ (幼少期)
ホテルデルーナの社長。1300年以上もの間、生きている。
ク・チャンソン (具 燦星)
演 - ヨ・ジング、キム・カンフン (幼少期)
ハーバード大学出身のエリートホテリアー。次期総支配人。

### ホテルデルーナ関係者
キム・ソンビ (金 時翼)
演 - シン・ジョングン
30代後半男性。500年働く最長勤務者でホテルデルーナのスカイバーのバーテンダー。
科挙(最高難易度の官吏登用試験)を首席で合格したが、故郷に衣錦還郷する途中になんらかの理由で急死した。
チェ・ソヒ
演 - ペ・ヘソン
40代女性。客室長。
宗孫の嫁であったが、家中勢力の裏切りにより無念に殺されたことから、ホテルデルーナで200年勤務している。
チ・ヒョンジュン
演 - P.O（Block B)
19歳の少年。ホテルデルーナのフロントマン。
朝鮮戦争で亡くなってから、ホテルデルーナで70年以上勤務している。
キム・ユナ
演 - カン・ミナ
第2話にて死亡したチョン・スジョンの魂がキム・ユナの体に憑依している。ホテルインターン。
ノ支配人
演 - チョン・ドンファン
1980年代から30年もの間、マンウォルをそばで支え、総支配人としてホテルデルーナを経営してきた。
1話にて総支配人引退後、ホテルデルーナへ客として訪れた（亡くなった）。

### 過去
コ・チョンミョン
演 - イ・ドヒョン
滅亡した高句麗貴族の後孫で、ヨンジュ城を護衛する隊長。
護衛していた一行が襲撃され、盗賊団の一員であるマンウォルと出会い、次第に魅かれていく。
ヨヌ/パク・ヨンス
演 - イ・テソン
マンウォルとともに高句麗流民たちが集まって暮らすカオリ村の盗賊団の一員。
また、マンウォルとは友達や兄妹のように育ってきた間柄である。
現代ではパク・ヨンスとしてマンウォルの前に登場する。

### その他の人物
麻姑（マゴ）神
演 - ソ・イスク
この世とあの世を行き来する人間の生死苦楽を司る神。様々な性格を持つ十二姉妹である。
死神
演 - カン・ホンソク
ホテルデルーナにとどまっていた魂をあの世に導く引率使者役。
サンチェス
演 - チョ・ヒョンチョル
チャンソンの友人でルームメイト。飲食店を経営している。
イ・ミラ/ソンファ
演 - パク・ユナ
総合病院小児科医。ハーバード大学時代のチャンソンの友人。
ソル・ジウォン
演 - イ・ダウィ
チャンソンとは過去の因縁がある。 留学時代にサンチェスを自殺の危機に追いやった張本人。連続殺人犯。

### ゲスト
- ク・ヒョンモ：オ・ジホ

第1、16話に登場
チャンソンの父親。1998年にマンウォルと息子を渡す約束を交わした。
- 婦人警官の亡霊：チャ・チョンファ（朝鮮語版）

第1話に登場
不正市場について調査している途中に殺された婦人警官。マンウォルに犯人への復讐を依頼した。
- 不正政治家：キム・ウォネ

第1-2話に登場
婦人警官を殺害した人物。2話では時が流れて怨霊となって登場したが、マンウォルによって消滅させられた。
- サングラスの亡霊：ハン・ジェイ

第2、4話に登場
サングラスをかけた女性の亡霊。生前、視覚障害者であったと思われる。4話にて再び登場し、リムジンに乗り成仏した。
- 総支配人第1候補：イ・ジュンギ

第3話に登場
退魔司祭。
- 総支配人第2候補：イ・シオン

第3話に登場
飛行機のパイロット。
- チョン・スジョン：パク・ガラム

第3話に登場
貧しい家庭環境を口実にユナからいじめを受けており、ユナと口論になり陸橋から落下し死亡した。ユナに憑依しスジョンの魂がキム・ユナの体を占領した。
- ユナの母：キム・ヨンソン

第3話に登場
- ユナの父：ホン・ソジュン（朝鮮語版）

第3話に登場
- 13号室の客(ユン・ガヨン)：イ・ミンリョ

第4-5話に登場
人間の臭いを嫌う女性の幽霊。見ると気が狂ってしまうと言われていた。5話にて隙を狙ってホテルから脱出した。
- パン屋の男：ホン・ギョン

第4話に登場
ひき逃げ犯。
- 花嫁の亡霊：キム・ミウン

第5話に登場
一緒に成仏する結婚相手を探していた。昏睡状態の彼氏とホテルデルーナで結婚式を挙げる一歩手前まで行くが、彼氏をこの世に返した。その後、リムジンに乗り成仏した。
- 花嫁の亡霊の彼氏

第5話に登場
昏睡状態であったが、ユナに「彼女は生きている」と言われホテルデルーナへ訪れる。彼女の決断により昏睡状態から目覚めた。
- キム・ジュンヒョン：キム・ジュンヒョン

第6話に登場
劇中の仮想の芸能番組「食べ死んだ人たち」に出演している人物。テレビの中やポスターのみの出演だったが、6話にて直接出演した。
- 俳優ユ王：イ・イギョン

第6話に登場
- 王妃：ピョ・イェジン

第6話に登場
- ジョン・ウンソク：オ・テギョン（朝鮮語版）

第7話に登場
ウェブハードサーバーメーカー・ワールドディスクの代表。
- ギョンア：パク・ジンジュ（朝鮮語版）

第8話に登場
人間の想像で作られた想念鬼神。
- 大洞井神：ナム・ダルム

第9話に登場
村の大きな井戸を守る神霊。
- ジャン・ウンミョン：キム・ジュンドン

第10話に登場
殺人事件を捜査する刑事。
- ワン・ジウン：ソルリ

第10話に登場
ワン会長の孫娘。
- ファン・ムンスク：ファン・ヨンヒ（朝鮮語版）

第11話に登場
国際機関総長候補。過去80年代7〜8年の間にホテルデルーナの総支配人を務めていた。
- ベロニカ：ソ・ウンス（朝鮮語版）

第11話に登場
サンチェスの恋人。
- カン・マンヨン：イ・スンジュン（朝鮮語版）

第12話に登場
漢方医。
- イ・セヨン：ソ・ヒジョン（朝鮮語版）

第12話に登場
カン・マンヨンの妻。
- ホテル・ブルームーン 支配人：キム・スヒョン

第16話に登場

## 放送日程
| 放送話 | 韓国放送日    | 韓国視聴率 | 韓国視聴率 |
| 放送話 | 韓国放送日    | 全国       | 首都圏     |
| ------ | ------------- | ---------- | ---------- |
| 第1話  | 2019年7月13日 | 7.327%     | 7.749%     |
| 第2話  | 2019年7月14日 | 7.633%↑    | 8.857%↑    |
| 第3話  | 2019年7月20日 | 8.281%↑    | 9.478%↑    |
| 第4話  | 2019年7月21日 | 7.736%↓    | 9.024%↓    |
| 第5話  | 2019年7月27日 | 7.023%↓    | 7.883%↓    |
| 第6話  | 2019年7月28日 | 8.701%↑    | 9.949%↑    |
| 第7話  | 2019年8月3日  | 8.052%↓    | 8.772%↓    |
| 第8話  | 2019年8月4日  | 9.131%↑    | 10.469%↑   |
| 第9話  | 2019年8月10日 | 8.349%↓    | 10.266%↓   |
| 第10話 | 2019年8月11日 | 10.009%↑   | 11.779%↑   |
| 第11話 | 2019年8月17日 | 8.590%↓    | 9.746%↓    |
| 第12話 | 2019年8月18日 | 10.407%↑   | 12.178%↑   |
| 第13話 | 2019年8月24日 | 8.750%↓    | 9.892%↓    |
| 第14話 | 2019年8月25日 | 9.995%↑    | 11.986%↑   |
| 第15話 | 2019年8月31日 | 9.892%↓    | 11.255%↓   |
| 第16話 | 2019年9月1日  | 12.001%↑   | 13.875%↑   |

## OST
「호텔 델루나（→ホテルデルーナ）」 オリジナル・サウンドトラック
| #         | タイトル                                       | 作詞                         | 作曲                           | 歌手                         | 時間  |
| --------- | ---------------------------------------------- | ---------------------------- | ------------------------------ | ---------------------------- | ----- |
| 1.        | 「Another Day」                                | ジフン, パク・セジュン       | Noheul, A10tion                | Mondaykiz, Punch             | 3:40  |
| 2.        | 「나의 어깨에 기대어요」(Lean on me)           | ジフン, パク・セジュン       | イ・スンジュ, チェ・インファン | 10cm                         | 3:33  |
| 3.        | 「그대라는 시」(All about you)                 | ジフン, パク・セジュン       | ミン・ジジョン                 | テヨン                       | 3:31  |
| 4.        | 「너만 너만 너만」(Only you)                   | ジフン, パク・セジュン, Yoda | キム・セジン, Midnight         | ヤン・ダイル                 | 4:16  |
| 5.        | 「내 맘을 볼 수 있나요」(Can You See My Heart) | ジフン, パク・セジュン       | イ・スンジュ, チェ・インファン | Heize                        | 3:48  |
| 6.        | 「그 끝에 그대」(At The End)                   | ジフン, パク・セジュン       | Noheul, A10tion                | チョンハ                     | 3:46  |
| 7.        | 「Magic Count」                                |                              | パク・セジュン                 | パク・セジュン               | 2:03  |
| 8.        | 「Check in Deluna」                            |                              | パク・セジュン, ナ・ユンシク   | パク・セジュン, ナ・ユンシク | 2:20  |
| 9.        | 「Deluna H」                                   |                              | パク・セジュン, キム・ミンジ   | パク・セジュン, キム・ミンジ | 1:53  |
| 10.       | 「Long and Far」                               |                              | キム・ドンヒョク, イ・テボム   | キム・ドンヒョク, イ・テボム | 2:09  |
| 11.       | 「Age Of The Moon Tree」                       |                              | パク・セジュン                 | パク・セジュン               | 3:59  |
| 12.       | 「Deluna Waltz」                               |                              | パク・セジュン, ナ・サンジン   | パク・セジュン, ナ・サンジン | 2:09  |
| 13.       | 「Big Picture」                                |                              | パク・セジュン, キム・ミンジ   | パク・セジュン, キム・ミンジ | 1:54  |
| 14.       | 「Fate Firefly」                               |                              | パク・セジュン, キム・ミンジ   | パク・セジュン, キム・ミンジ | 2:25  |
| 15.       | 「Another Day [Instrumental]」                 |                              |                                |                              | 3:38  |
| 合計時間: | 合計時間:                                      | 合計時間:                    | 合計時間:                      | 合計時間:                    | 45:04 |

| #         | タイトル                                        | 作詞                                 | 作曲                         | 歌手                         | 時間  |
| --------- | ----------------------------------------------- | ------------------------------------ | ---------------------------- | ---------------------------- | ----- |
| 1.        | 「기억해줘요 내 모든 날과 그때를」(Remember Me) | ジフン, パク・セジュン               | Kangaroo, Rocoberry          | GUMMY                        | 3:51  |
| 2.        | 「어떤 별보다」(See the stars)                  | ジフン, パク・セジュン               | ユ・ソンヨン, Jay Lee        | Red Velvet                   | 3:44  |
| 3.        | 「내 목소리 들리니」(Can You Hear Me?)          | ジフン, パク・セジュン               | Rocoberry                    | ベン                         | 4:33  |
| 4.        | 「안녕」(So Long)                               | ポール・キム, ジフン, パク・セジュン | Rocoberry, ポール・キム      | ポール・キム                 | 3:47  |
| 5.        | 「Say Goodbye」                                 | ジフン, パク・セジュン               | アン・ヨンミン, イ・スンジュ | ソン・ハイェ                 | 3:08  |
| 6.        | 「Done For Me」                                 | ジフン                               | イ・スンジュ                 | Punch                        | 3:53  |
| 7.        | 「러브 델루나」(Love Deluna)                    | ジフン, パク・セジュン, Peter Pan    | A10tion                      | テヨン (NCT), Punch          | 4:30  |
| 8.        | 「Deluna Party」                                |                                      | パク・セジュン, キム・ミンジ | パク・セジュン, キム・ミンジ | 2:10  |
| 9.        | 「Magic Ride」                                  |                                      | ソン・ジェギョン             | ソン・ジェギョン             | 2:10  |
| 10.       | 「Devil Magic」                                 |                                      | パク・セジュン, ウ・ジフン   | パク・セジュン, ウ・ジフン   | 2:01  |
| 11.       | 「A Good Witch」                                |                                      | パク・セジュン, キム・ミンジ | パク・セジュン, キム・ミンジ | 1:38  |
| 12.       | 「Solitary Full Moon」                          |                                      | パク・セジュン, キム・ミンジ | パク・セジュン, キム・ミンジ | 2:16  |
| 13.       | 「Find Me」                                     |                                      | キム・ドンヒョク, イ・テボム | キム・ドンヒョク, イ・テボム | 1:41  |
| 14.       | 「Angry Full Moon」                             |                                      | ソン・ジェギョン             | ソン・ジェギョン             | 1:57  |
| 15.       | 「Samdochun Bridge」                            |                                      | イ・ニョン                   | イ・ニョン                   | 2:40  |
| 16.       | 「Done For Me [Instrumental]」                  |                                      |                              |                              | 3:52  |
| 合計時間: | 合計時間:                                       | 合計時間:                            | 合計時間:                    | 合計時間:                    | 47:51 |

デジタルシングル
- 호텔 델루나 OST Part.1 (2019年7月14日) - Mondaykiz, Punch「Another Day」[21]

- 호텔 델루나 OST Part.2 (2019年7月20日) - 10cm「나의 어깨에 기대어요」[22]

- 호텔 델루나 OST Part.3 (2019年7月21日) - テヨン「그대라는 시」[23]

- 호텔 델루나 OST Part.4 (2019年7月27日) - ヤン・ダイル너만 너만 너만[24]

- 호텔 델루나 OST Part.5 (2019年7月28日) - Heize「내 맘을 볼수 있나요」[25]

- 호텔 델루나 OST Part.6 (2019年8月3日) - チョンハ「그 끝에 그대」[26]

- 호텔 델루나 OST Part.7 (2019年8月4日) - GUMMY「기억해줘요 내 모든 날과 그때를」[27]

- 호텔 델루나 OST Part.8 (2019年8月10日) - Red Velvet「어떤 별보다」[28]

- 호텔 델루나 OST Part.9 (2019年8月11日) - ベン「내 목소리 들리니」[29]

- 호텔 델루나 OST Part.10 (2019年8月12日) - ポール・キム「안녕」[30]

- 호텔 델루나 OST Part.11 (2019年8月17日) - ソン・ハイェ「Say Goodbye」[31]

- 호텔 델루나 OST Part.12 (2019年8月18日) - Punch「Done For Me」[32]

- 호텔 델루나 OST Part.13 (2019年8月24日) - テヨン(NCT)、Punch「러브 델루나」[33]

未発売曲
- IU「Happy Ending」

12話のラストのシーンで公開された。この曲はドラマのために作ったものだが、今後OSTとしての発売計画は無い。

## 番組の反響
- 2019年8月22日放送のMnet『M COUNTDOWN』にて、ポール・キムの「안녕 (So Long)」をASTROのMJが、テヨン(少女時代)の「그대라는 시 (All about you)」をOH MY GIRLのユアとスンヒがカバーしたスペシャルステージが披露された[35][36]。
- tvNドラマ1回の視聴率歴代4位、tvNドラマ最高視聴率歴代6位、tvNドラマ平均視聴率歴代5位、16話(最終回)では12％を超え、2019年tvNドラマ最高視聴率を記録した[37]。
- 韓国内でグッドデータコーポレーションによるテレビドラマの話題性ランキングで8週連続で話題性1位を保ち、ドラマ放映終了を迎えた[38]。
- OSTが配信チャートで1位を獲得したのはドラマ「トッケビ～君がくれた愛しい日々～」以来2年6ヶ月ぶりである[20]。

## 映像作品
| タイトル                                  | 発売日       | 販売元               | EANコード         |
| ----------------------------------------- | ------------ | -------------------- | ----------------- |
| ホテルデルーナ～月明かりの恋人～ DVD-BOX1 | 2021年5月7日 | TCエンタテインメント | EAN 4562474226394 |
| ホテルデルーナ～月明かりの恋人～ DVD-BOX2 | 2021年6月2日 | TCエンタテインメント | EAN 4562474226400 |

## 日本での放送

### 放送局
- Mnet Japan（2019年）- 日本初放送。「ホテルデルーナ(原題)」として放送。
- WOWOWプライム（2020年）- 邦題「ホテルデルーナ～月明かりの恋人～」として放送[39]。
- アジアドラマチックチャンネル（2021年）[40]
- BS日テレ（2021年・2022年）[41][42]
- LaLa TV（2021年）[43]
- BSJapanext（2022年）[44]
- TVQ九州放送（2023年）[45]
- サンテレビ （2023年）[46]

### 配信
- U-NEXT（2021年）[47]
- Amazon Prime Video（2022年）

## 賞とノミネート
| 年度 | 賞                                  | カテゴリー             | 受賞者                             | 結果       | 参考 |
| ---- | ----------------------------------- | ---------------------- | ---------------------------------- | ---------- | ---- |
| 2019 | 2019 Melon Music Awards（MMA 2019） | ベストOST賞            | GUMMY「Remember me」               | 受賞       |      |
| 2019 | 第12回コリアドラマアワード（KDA）   | 功労賞                 | チャン・ドンファン                 | 受賞       |      |
| 2020 | 第56回百想芸術大賞                  | TV部門女性最優秀演技賞 | イ・ジウン(IU)                     | ノミネート |      |
| 2020 | 放送通信委員会放送大賞              | 韓流拡散優秀賞         | ホテルデルーナ～月明かりの恋人～   | 受賞       |      |
| 2020 | 第29回ハイワンソウル歌謡大賞        | OST賞                  | テヨン(少女時代)「あなたという詩」 | 受賞       |      |